# منير المتصدق
منير المتصدق مواليد 3 أبريل 1974 في المغرب أُتهم بأنه عضو في تنظيم القاعدة وساعد بعض من منظمي هجمات 11 سبتمبر 2001. وكان قد أدين في البداية في تورطه في الهجوم، في 8 يناير 2007، حكم عليه بالسجن 15 عاما من قبل المحكمة الألمانية.
جاء المتصدق إلى ألمانيا في عام 1993 وانتقل إلى هامبورغ في عام 1995، حيث درس الهندسة الكهربائية.ولا يعرف إلا القليل من نشاطاته في هذا الوقت، لكنه مكث في شقة خلية هامبورغ التي يملكها محمد عطا والتي عاش فيها العديد من الأشخاص الآخرين الذين سيذهبون لاحقا لتنفيذ هجمات 11 سبتمبر 2001.
في 22 مايو 2000، طار المتصدق إلى إسطنبول، ومن هناك إلى أفغانستان ولكن سرعان ما عاد. عندما ذهب أربعة أعضاء من منفذي أحدث 11 سبتمبر إلى أفغانستان ظل المتصدق في ألمانيا. وكانت الشرطة الألمانية قادرة على التنصت على المكالمات الهاتفية، ولكن على ما يبدو لم تكتشف أي معلومات تدينه.
في فبراير 2003، أدين في ألمانيا بتهمة الاشتراك في القتل. وكان قد أدين بعلاقة مباشرة لهجمات 11 سبتمبر، ولكن تم رفض الحكم في الاستئناف. ولكن أعيد محاكمته وأدين في 19 أغسطس 2005 بالانتماء إلى" منظمة إرهابية "، وقد تم رفض هذا أيضا في الاستئناف.
في 7 فبراير 2006، أمرت المحكمة الدستورية الاتحادية في ألمانيا بالإفراج المبكر عن المتصدق. وفي 15 نوفمبر 2006، قضت محكمة العدل الاتحادية الألمانية وبالنظر في الأدلة باعتبارها كافية لإثبات أن المتصدق على علم، وشارك في إعداد خطة لاختطاف الطائرات وبالتالي هو مذنب قي قتل 246 وهو عدد الضحايا الذين لقوا حتفهم في الطائرات ولكنه لا يشمل الضحايا على الأرض.
(المحكمة العليا الدولة) في هامبورغ تولت المحاكمة مرة أخرى من أجل اتخاذ قرار بشأن إصدار الأحكام. وبعد يومين، ألغت أمر الإفراج وقد القي القبض على المتصدق مرة أخرى. في 8 يناير 2007، حكم عليه من قبل محكمة إستئناف هامبورغ بالسجن 15 عاما. كما أن المحكمة الدستورية الاتحادية في ألمانيا لم تقبل إعادة النظر في قضيته.وفي يوم 2 مايو، رفضت محكمة العدل الاتحادية الألمانية من جديد نداء من أجل مراجعة الحكم 
خرج من السجن في 8 يناير 2022